# Минные заградители типа «Юпитер»
Минные заградители типа «Jupiter» — серия минных заградителей, построенная для ВМС Испании.

## Гражданская война в Испании
Захвачены франкистами во время мятежа в Эль-Ферроле в недостроенном состоянии.
Три из четырёх кораблей введены в строй во время Гражданской войны в Испании, при этом «Юпитер» первоначально получил 2 — 105-мм орудия, 2 — 76-мм орудия и 3 — 40-мм орудия, а также упрощенную СУО. Штатное вооружение установлено в феврале 1938 года.
Для националистов оказались весьма ценными боевыми единицами, активно участвовали в блокадных действиях против Республики.
«Вулкано» захватил советские пароходы «Катаяма» и «Макс Гельц». 30 декабря 1938 года в районе Гибралтара вступил в бой с республиканским эсминцем «José Luis Díez», нанес ему тяжелые повреждения и заставил выброситься на мель.
На минах, выставленных «Юпитером», погиб линкор франкистов «Эспанья».

## Дальнейшая эксплуатация
В 1958—1961 годах «Юпитер» и «Вулкано» переоборудованы в противолодочные фрегаты.

## Представители проекта
| Наименование | Заложен | Спущен     | Начало службы | Конец службы |
| ------------ | ------- | ---------- | ------------- | ------------ |
| «Júpiter»    | 2.1935  | 14.9.1935  | 3.1937        | 23.11.1974   |
| «Vulcano»    | 2.1935  | 12.10.1935 | 08.1937       | 12.3.1977    |
| «Marte»      | 11.1935 | 19.6.1936  | 11.1938       | 2.12.1971    |
| «Neptuno»    | 11.1935 | 19.12.1937 | 11.1939       | 2.2.1972     |